# Neoanchistus
Neoanchistus is een geslacht van kreeftachtigen uit de klasse van de Malacostraca (hogere kreeftachtigen).

## Soorten
- Neoanchistus cardiodytes Bruce, 1975
- Neoanchistus nasalis Holthuis, 1986